# Trial de Sant Llorenç 1974
L'edició de 1974 del Trial de Sant Llorenç fou la 8a d'aquesta prova, organitzada pel Motor Club Terrassa. El trial era la quarta prova del Campionat d'Europa d'aquell any i tingué lloc el 3 de març pels voltants de Sant Llorenç del Munt, amb sortida a Matadepera, Vallès Occidental. Hi participaren 135 pilots, els quals hagueren de superar 24 zones repartides al llarg d'un recorregut que calia completar 2 vegades.
La nota destacada de la prova fou el tercer lloc assolit pel jove Manuel Soler, a només 16 anys, fet que el confirmava com un dels pilots amb més futur del moment.

## Classificació
| Posició | Pilot            | Motocicleta | Punts |
| ------- | ---------------- | ----------- | ----- |
| 1       | Ulf Karlson      | Montesa     | 53    |
| 2       | Malcolm Rathmell | Bultaco     | 54    |
| 3       | Manuel Soler     | Bultaco     | 67    |
| 4       | Martin Lampkin   | Bultaco     | 68,9  |
| 5       | Benny Sellman    | Montesa     | 69    |
| 6       | Charles Coutard  | Bultaco     | 71    |
| 7       | Yrjö Vesterinen  | Bultaco     | 75    |
| 8       | Mick Andrews     | Yamaha      | 77    |
| 9       | Francesc Payà    | Montesa     | 81,1  |
| 10      | Walter Luft      | Puch        | 84    |